# Wambez
Wambez je občina v departmaju Oise osrednje francoske regije Pikardija. Leta 1999 je imel kraj 123 prebivalcev.
1. ↑  »Populations légales 2016«. Nacionalni inštitut za statistične in gospodarske raziskave. Pridobljeno 25. aprila 2019.